# Fudêncio e Seus Amigos
Fudêncio e Seus Amigos é uma série de desenho animado de caráter adulto da MTV Brasil. O desenho estreou em 23 de agosto de 2005 e se estendeu por seis temporadas, por seis anos, até o dia 25 de agosto de 2011. Criado por Thiago Martins, Marco Pavão e Flávia Boggio e produzido por Thiago Martins e Pavão, o desenho é o segundo projeto de sucesso com a MTV Brasil. Assim como o projeto anterior, a Megaliga MTV de VJs Paladinos, obteve grande êxito.
A série mostra o dia a dia e as aventuras bizarras de um grupo de crianças estudantes amigos de um garoto punk, maldoso e monossilábico (falava apenas "mi", três ou múltiplas vezes) chamado Fudêncio. O desenho se passa na fictícia "Escola Estadual José Mojica Marins", provavelmente situada em São Paulo.

## Origem
Antes de virar personagem de desenho animado, Fudêncio era um boneco de borracha do programa interativo da MTV Brasil Garganta e Torcicolo, que foi ao ar em 1997 e 1998 que era estrelado pelo apresentador João Gordo. Constantemente Fudêncio era alvo das gozações de João Gordo, o qual lhe retirava a cabeça, o vestia com vestidos de boneca, enfiava facas na sua barriga e o arremessava para todos os lados.

## Lista de episódios
Até o fim de 2011, Fudêncio e Seus Amigos teve um total de 6 temporadas e 179 episódios. Destes, 18 episódios estão perdidos. Ou seja, não estão publicamente disponíveis em nenhum lugar. Destes, 4 são da 2ª temporada, 12 da 3ª temporada e 2 da 4ª temporada (um da série principal e um da minissérie Fudêncio 2000) Assim, a 3ª temporada possui de longe a maior quantidade de perdidos. Todos os episódios da 1ª, 5ª e 6ª temporada estão disponíveis.
| Temporada | Temporada | Episódios | Exibição original    | Exibição original      |
| Temporada | Temporada | Episódios | Estreia de temporada | Final de temporada     |
| --------- | --------- | --------- | -------------------- | ---------------------- |
|           | 1         | 20        | 23 de agosto de 2005 | 2 de outubro de 2005   |
|           | 2         | 35        | 27 de maio de 2006   | 23 de setembro de 2006 |
|           | 3         | 41        | 15 de maio de 2007   | 27 de dezembro de 2007 |
|           | 4         | 40        | 5 de maio de 2008    | 4 de dezembro de 2008  |
|           | 5         | 29        | 2 de março de 2009   | 14 de agosto de 2009   |
|           | 6         | 13        | 2 de junho de 2011   | 25 de agosto de 2011   |

## DVDs
Foram lançados no fim de 2008 pela Arsenal/Universal Music dois DVDs com a primeira temporada da animação, cada um com um volume e 10 episódios. O primeiro anúncio veio através do blog de um dos criadores do desenho, o Pavão, no dia 3 de agosto de 2008.